# قيصر 4
قيصر 4(بالإنجليزية: Caesar IV)هي لعبة من نوع بناء مدن، صدرت في سبتمبر 2006 على منصة مايكروسوفت ويندوز.

## روابط خارجية
- قيصر 4 على موقع IMDb (الإنجليزية)